# Clunio marinus
Clunio marinus är en tvåvingeart som beskrevs av Alexander Henry Haliday 1855. Clunio marinus ingår i släktet Clunio och familjen fjädermyggor. Arten är reproducerande i Sverige. Inga underarter finns listade i Catalogue of Life.

## Bildgalleri

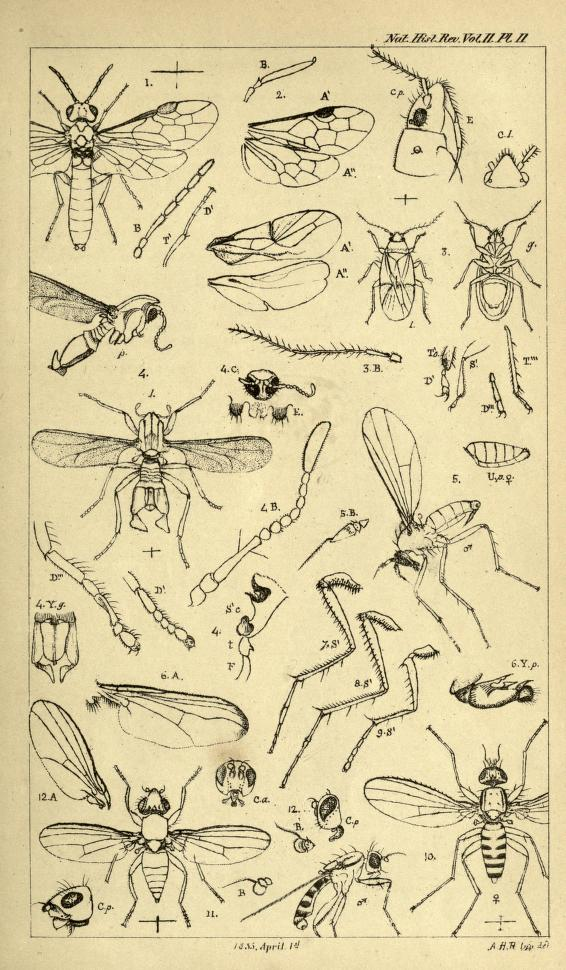